# Wow Thing
«Wow Thing» (с англ. — «Невероятно») — сингл южнокорейского проекта
Station Young. Состоит из четырёх участниц Сыльги, Чхонхи, Синби и Соён. Сингл был выпущен 28 сентября 2018 года компанией SM Entertainment.

## Предпосылки и релиз
Station Young, состоящая из четырёх участниц: Сыльги из Red Velvet, Синби из GFriend, бывшая участница временной группа I.O.I и солист Чхонха и Соён из (G)I-DLE была сформирована как группа проекта для SM Station X 0.
Сингл был выпущен 28 сентября 2018 года через несколько музыкальных порталов, включая iTunes.

## Композиция
Яркая, R&B поп-песня, «Wow Thing» ставит мощный вокал четверки в центре внимания и демонстрирует их динамику через сопровождающее музыкальное видео, выпущенное через проект SM Entertainment Station X O. Песня подчеркивает любовь к себе и уверенность в собственных действиях, призывая людей быть позитивными, находя свой собственный путь.

## Трек-лист
| №  | Название            | Текст песни                                                                 | Музыка                                           | Arrangement   | Длительность |
| -- | ------------------- | --------------------------------------------------------------------------- | ------------------------------------------------ | ------------- | ------------ |
| 1. | «Wow Thing»         | Jo Yun-gyeong Jeon So-yeon Karen Poole Anne Judith Stokke Wik Sonny J Mason | Karen Poole Anne Judith Stokke Wik Sonny J Mason | Sonny J Mason | 2:51         |
| 2. | «Wow Thing (inst.)» |                                                                             | Karen Poole Anne Judith Stokke Wik Sonny J Mason | Sonny J Mason | 2:51         |

## Музыкальное видео
Клип был выпущен 28 сентября 2018 года. клип показывает бабочку, порхающее вокруг девушек, когда они хладнокровно демонстрируют, как они действительно «Wow Thing» вокруг ретро-декораций.

## Участницы
- Сыльги
- Чхонха
- Синби
- Соён

## Чарты
| Чарты (2019)               | Пиковые позиции |
| -------------------------- | --------------- |
| South Korea (Gaon Digital) | 35              |
| South Korea (Billboard)    | 43              |